# Dendrophryniscus krausae
Dendrophryniscus krausae – gatunek płaza bezogonowego z rodziny ropuchowatych.

## Systematyka
Dendrophryniscus krausae zalicza się do rodziny ropuchowatych (Bufonidae) i do rodzaju Dendrophryniscus. W jego obrębie wiąże się go z grupą Dendrophryniscus brevipollicatus.

## Rozmieszczenie geograficzne
Płaz ten jest endemitem południowej Brazylii, zamieszkuje góry w stanie Rio Grande do Sul. Międzynarodowa Unia Ochrony Przyrody (IUCN) wymienia dwie lokalizacje występowania tego gatunku: Reserva Biológica da Serra Geral w dystrykcie Barra do Ouro gminy Maquiné oraz kanion Itaimbezinho położony w Parku Narodowym Aparados da Serra w gminie Cambará do Sul. Możliwe, że występuje też na przyległym obszarze kanionu w stanie Santa Catarina.

## Ekologia
Płaz bytuje na wysokościach pomiędzy 800 a 870 m nad poziomem morza. Siedlisko tego gatunku to atlantycki las deszczowy. Zamieszkuje ściółkę, skały i bromeliowate (ananasowate).

## Cykl życiowy
Płaz prawdopodobnie rozmnaża się dzięki roślinom ananasowatym, na których żyje stadium larwalne (kijanki).

## Zagrożenia i ochrona
Nie istnieją dokładne informacje dotyczące całkowitej liczebności gatunku ani jej trendów.
Płaz w niewielkim stopniu zagrożony jest utratą środowiska naturalnego, występuje bowiem na stromych zboczach w trudno dostępnym terenie.
Płaz zamieszkuje następujące obszary chronione: Park Narodowy Aparados da Serra i Reserva Biológica da Serra Geral.